# Devoirs d'un musulman à l'égard d'un autre musulman
 (septembre 2022).
- Si vous ne connaissez pas le sujet, laissez ce bandeau (vous pouvez alors contacter les auteurs).
- Si vous supprimez le contenu mis en cause (vous pouvez préalablement contacter les auteurs),

argumentez précisément cette suppression dans la page de discussion
(un manque de référence n'est pas un argument ; une recherche réelle de référence doit avoir été effectuée, être formellement documentée).
 (septembre 2022).
 (septembre 2022).
Les droits et devoirs d'un musulman (حق المسلم) sur un musulman sont nombreux, ils sont soit des obligations individuelles (Fard al-‘ayn = فـَرْضُ العَيْن ِ), c'est-à-dire obligatoire pour chaque musulman, soit des obligation collective (Fard al-Kifâya = فـَرْضُ الكِفايَة), c'est-à-dire quand un groupe parmi les musulmans l’accomplit au nom de tous les autres, cela en dispense les autres.

## Législation des droits d'un musulman sur un musulman
Pour les musulmans, la source de la jurisprudence se trouve dans le Coran, la sounna, puis dans le résultat de l'effort intellectuel, ainsi que dans le suivi de l'élite des gens de la maison du Prophète.
Le prophète Mahomet a dit « Les droits du musulman sur son frère musulman sont au nombre de six : quand il le rencontre, il doit le saluer avec le salam (lui dire « assalam’alaikoum »); quand il l’invite, il doit répondre à son invitation ; lorsqu’il le consulte sur n’importe quel sujet, il doit lui donner un avis sincère ; lorsqu’il éternue et loue Dieu, il doit demander à Dieu d’être miséricordieux envers lui ; lorsqu’il est malade, il doit lui rendre visite ; et lorsqu’il quitte ce monde, il doit assister à ses funérailles. » Hadith rapporté de d’Abu Hourayra par Muslim.
Dans une autre version rapportée par Ahmad (2/540), Boukhari (1240), Mouslim (2792), an-Nassaï dans Al-Yawm wa allayla (221) et Abou Dawouda (5031), Abou Hourayra (P.A.a) aurait attribué au Prophète ceci : « Le musulman a vis-à-vis de son coreligionnaire 5 devoirs : lui rendre le salut, s’enquérir de son état quand il est malade, participer à son cortège funèbre, répondre à son invitation et prier pour lui quand il s’éternue ».

### Rendre le salut
La base de la salutation en islam est une sounna : le Prophète a dit : « [...] Répandez le salam (la paix, la salutation) entre vous. » (Rapporté par Al Bazar et authentifié par Cheikh Albani dans Sahih Targhib n°2695).
Comme cela est dit clairement par le prophète de l'islam (« quand il le rencontre, il doit le saluer avec le salam »), les musulmans doivent se renvoyer la [[Assalamu alaykum|salutation[réf. nécessaire]]] lorsqu'elle est adressée personnellement, et si elle est adressée sur un groupe, c'est une obligation collective, c'est-à-dire quand quelques personnes y répondent, cela est suffisant. Tous les membres du groupe n'ont pas l'obligation d'y répondre.
La manière de faire pour les musulmans est de dire "As salamou aleykoum" (la paix est sur vous), puis à l'autre musulman de répondre wa aleykoum salam (et sur vous la paix). As Salam (la paix) étant pour les musulmans plus qu'une simple notion de paix, c'est l'évocation de l'un des 99 noms de Allah,,.
Au temps du Messager d’Allah, un homme lui demanda : « Dans l’islam quelle est la meilleure des actions à accomplir ». Le messager d’Allah répondit : « C’est de donner à manger et d’adresser le Salam à ceux que tu connais comme à ceux que tu ne connais pas ». (Hadith rapporté par Boukhari et Muslim)

### Répondre à l'invitation
D'après la parole du Prophète "quand il (un musulman) l’invite, il (le musulman) doit répondre à son invitation", le Cheikh Muhammad ibn Outhaymine a résumé les conditions énoncés selon les oulema ; il peut être obligatoire, recommandé ou interdit de répondre à l'invitation : selon le cadre de la réception, selon la moralité de celui qui invite, selon d'autres devoirs et obligations importants que le musulman ne pourrait plus faire s'il acceptait l'invitation.  
Le hadith suivant, rapporté par Al Boukhari et Mouslim[réf. souhaitée], donne également une indication concernant les fréquentations du Musulman : 
« L’exemple du bon compagnon et du mauvais compagnon est l'exemple de celui qui porte du musc et du forgeron.
Quant à celui qui porte du musc : ou bien il te fait cadeau de son parfum, ou bien tu lui en achètes, ou bien tu profites de sa bonne odeur.
Quant au forgeron : ou bien il brûle tes vêtements, ou bien tu repart avec de chez lui avec une vilaine odeur. »

### Faire des invocations quand un musulman éternue et loue Allah
Selon la croyance musulmane, après la création de Adam lorsque Dieu lui insuffla l'esprit, Adam éternua puis dit : « Louanges à Allâh (al-HamduliLlâh)», Il lui répondit « Que Dieu te fasse miséricorde (Yarhamouka Allâh) ». Le Prophète a recommandé de faire de même ; d'après un hadith rapporté par Al-Boukhari dans son sahih[réf. souhaitée], lorsque le musulman éternue, il est recommandé qu'il dise : al-hamdou li l-Lah, ce qui signifie : « La louange est à Allah ». On dit alors ( à celui qui a éternué ) : yarhamouka l-Lah, ce qui signifie : « Que Allah te fasse miséricorde ». Celui qui a éternué lui répond alors en invoquant Allah ta^ala en sa faveur en disant : yahdikoumou l-Lah wa youslihou balakoum. Ce qui signifie : « Que Allah vous guide et qu'Il apaise votre cœur, (ou : Que Allah te guide et te remette en ordre)».

### Visiter le (musulman lorsqu'il est) malade
La visite des malades est un acte méritoire. Le Cheikh Ibn Outhaymine a dit[réf. souhaitée] : « La visite des malades est une obligation collective ». C'est-à-dire si un musulman tombe malade, alors c'est le devoir d'un musulman qu'il aille lui rendre visite. Le Prophète a dit[réf. souhaitée] : « Celui qui marche pour aller rendre visite à un malade baigne dans la miséricorde de Dieu.  Et lorsqu’il s’assoit auprès du malade, ils sont tous deux submergés de miséricorde jusqu’à ce qu’il retourne chez lui. ».(Rapporté par Abou Hourayra dans Sahih Boukhari)

### Le cortège funèbre
[réf. nécessaire] Le musulman doit suivre le cortège funèbre d'un musulman selon la parole[réf. souhaitée] : "et s'il meurt, suivez-le".
Selon un hadith de Abu Hurairah[réf. souhaitée] rapporté par Al-Boukhari et Mouslim, le Messager de Dieu a dit : « Celui qui assiste aux funérailles jusqu’à la prière recevra un qirat, et celui qui le suit jusqu’à ce que le corps soit enterré, recevra deux qirats. Il a été dit : Qu'est-ce qu'un qirat ? Il a dit: C'est une montagne de récompenses comme la grande montagne de Uhud. »